# 馬里亞尼夫卡 (克里若皮利區)
48°24′16″N 28°36′38″E / 48.40444°N 28.61056°E
馬里亞尼夫卡（烏克蘭語：Мар'янівка），是烏克蘭的村落，位於該國西南部文尼察州，由圖利欽區負責管轄，始建於1800年，面積0.99平方公里，海拔高度230米，2001年人口186，人口密度每平方公里187.88人。